# 밀라그로스 코야르
밀라그로스 코야르(Milagros Collar, 1988년 4월 15일 ~ )는 스페인의 배구 선수이다.

## 소속팀
- 닐루페르 (2018)
- 수원 현대건설 (2018-2019)

## 내력
2018년 11월, 부상을 이유로 방출된 베키를 대신할 외국인 선수로 수원 현대건설이 영입하였다. 등록명은 마야이다. 11월 24일 2라운드 IBK기업은행과의 홈경기에 처음 선발 선수로 출장하였다.